# Willem Hendrik 't Hart
Drs Willem Hendrik 't Hart (Soerabaja, 27 oktober 1916 - Leusden, 24 juni 1943) was een Nederlands verzetsstrijder en Engelandvaarder.

## Levensloop
Willem Hendrik 't Hart werd geboren in Soerabaja, als zoon van Willem Cornelis 't Hart en Wilhelmina Hendrika Roosenboom. In 1929 kwam het gezin naar Nederland en ging in Den Haag wonen. In 1933 slaagde hij voor zijn eindexamen aan de Christelijke HBS aan de Populierenstraat in Den Haag. In 1937 legde hij het candidaatsexamen Wis- en Natuurkunde (letter F) af aan de Rijksuniversiteit Leiden. In hetzelfde jaar werd hij benoemd tot reserve 2ste luitenant bij het 19e regiment Infanterie. In 1941 slaagde hij voor het doctoraalexamen Scheikunde. In 1942 verhuisde 't Hart van Den Haag naar Westzaan.

### Tweede Wereldoorlog
Tijdens de Tweede Wereldoorlog raakte 't Hart bij het verzet betrokken. Zo gaf hij geld voor het liquideren van NSB'ers. Tweemaal stond zijn naam echter op een lijst van personen die door het verzet niet werden vertrouwd.
In mei 1942 trachtte hij naar Engeland uit te wijken. Hij werd op de logger waarmee hij de Noordzee wilde oversteken gearresteerd. Hij verbleef van 17 mei tot en met 17 juli 1942 in het Oranjehotel. Daarna werd hij overgebracht naar Kamp Vught en vervolgens Kamp Haaren. Hij werd op 24 juni 1943 op de Leusderheide gefusilleerd, wegens spionage, sabotage en het in het bezit hebben van wapens.
Hij werd in 1946 begraven op begraafplaats Oud Eik en Duinen in Den Haag. Zijn stoffelijk overschot werd in 1965 herbegraven op het Ereveld Loenen.

## Eerbetoon
- 't Hart staat vermeld in de Dodenboeken van het Oranjehotel.[9]
- Zijn naam staat vermeld op de Erelijst van Gevallenen 1940-1945.[10]